# Basse-Vendline
Basse-Vendline ist eine politische Gemeinde im Distrikt Porrentruy des Kantons Jura in der Schweiz. Sie entstand per 1. Januar 2024 aus den ehemaligen Gemeinden Beurnevésin und Bonfol.

## Geschichte
Per 1. Januar 2024 fusionierten die ehemaligen Gemeinden Beurnevésin und Bonfol zur neuen Gemeinde Basse-Vendline.

## Sehenswürdigkeiten
- Liste der Kulturgüter in Basse-Vendline